# Hatra (distrikt)
Hatra  är ett distrikt i Irak.   Det ligger i provinsen Ninawa, i den nordvästra delen av landet, 300 km nordväst om huvudstaden Bagdad.